# 제2차 후나 전쟁
제2차 후나 전쟁은 서기 515년경 미히라쿨라가 아버지 토라마나의 뒤를 이어 서부 펀자브에서 알촌 훈족의 왕위에 오르면서 시작되었다. 처음에는 미히라쿨라의 권위가 아버지 토라마나에 비해 약해 보였는데, 이는 화폐 증거에서도 알 수 있다. 520년 북위에서 온 송윤은 절럼강에서 '훈족의 왕'을 만났는데, 북위 사신은 그를 폭력적인 태도와 학살의 책임자로 묘사하여 불쾌한 만남을 가졌다.
미히라쿨라는 참발 강과 베트와 강 사이에 있는 괄리오르의 태양 사원에서 발견된 비문에서 알 수 있듯이 아버지의 초기 원정을 모방하여 인도에서 자신의 지배력을 공고히 다졌다. 이 비문은 수라즈 쿤드의 태양 사원이 후나족의 사원이었을 가능성이 있으며 주둔지가 있었을 수도 있음을 암시한다. 미히라쿨라 왕과 관련이 있다는 소문이 있는 마트르세타는 후나족과 이란 문화 사이의 유대를 보여주는 재단의 성공의 수혜자였을 수 있다.
이 수비대에는 이란인들이 포함되었을 가능성이 있으며, 인도와 이란의 태양신인 수리야(바누)와 미트라를 각각 결합하여 그들의 종교적 요구를 충족시키는 사원이 있었을 것으로 추정된다. 이러한 종교적 혼합주의는 종종 미트라를 포함하는 로마의 군단 기지를 연상시킨다.
미히라쿨라의 영토는 말와 동부의 괄리오르 언덕에서 펀자브 북부의 시알코트까지 확장되어 남서쪽으로는 야쇼다르만의 아울리카라 왕국, 북동쪽으로는 강가-야무나 평원의 일부를 점령했던 마우카리 왕조의 영토와 경계를 이루는 회랑을 형성했다. 이러한 영토 확장은 이 지역에서 미히라쿨라의 전략적 입지를 강화하는 데 도움이 되었다.